# 수목원전문가
수목원전문가는 수목원을 전문으로 하는 사람이다. 수목원 조성 및 진흥에 관한 법률 제2조 3항에 의거하여, 수목유전자원에 대한 지식을 체계적으로 전달하고 수목원을 효과적으로 조성ㆍ관리 및 보전ㆍ전시하기 위하여 제18조의2제2항의 규정에 따른 수목원전문가 교육과정을 이수한 자를 말한다.